# Медведки (городской округ город Тула)
Медведки — село  в Тульской области России.
В рамках организации местного самоуправления входит в городской округ город Тула, в рамках административно-территориального устройства — в Ленинский район Тульской области.

## География
Медведки расположены в 20 км западнее города Тулы, на стыке трех районов: Ленинского, Алексинского и Дубенского, в среднем течении реки Упы.

## История
Населённый пункт возник в XVII веке и являлся последствием образования соседнего села Алёшня (Тульской области, Ленинского района) и мануфактур, основанных тульским купцом Иваном Лугининым.
Главное занятие селян было земледелие, но многие занимались слесарным промыслом, плотничеством, выделкою ящиков для гармоний, пилкою леса и копанием камня.
В селе открыта с 1894 года школа грамоты.
В 1980-е годы в посёлке были обнаружены подземные ходы, расстилающиеся от церкви Троицы Живоначальной на юго-запад к въезду в посёлок. По утверждениям местных жителей эти ходы ведут в село Алёшня Ленинского района, основанное зажиточным купцом Иваном Лугининым ещё в первой половине XVII века. В тоннелях не раз находились золотники, серебряные монеты XVII—XVIII веков, предметы утвари и столовое серебро, однако в связи с повышенной опасностью они были засыпаны силами местных жителей, ближе к середине 90-х годов.
До 1990-х гг. село входило в Алешинский сельсовет, в 1997 году вошло в Алёшинский сельский округ Ленинского района Тульской области.
В рамках организации местного самоуправления с 2006 до 2014 гг. село входило в Фёдоровское сельское поселение Ленинского района, с 2015 года — в Привокзальный территориальный округ в составе городского округа город Тула.

## Троицкая церковь
В селе Медведки в 1795 году возведена церковь Троицы Живоначальной, вместо бывшего деревянного храма во имя преподобного Сергия Радонежского, находившегося при въезде в село, в 200 саженях от настоящего храма. Был образован приход, состоявший изначально из села Брусова, однако уже к 1802 году к нему присоединилась деревня Берники, в 1804 — деревня Рыдомо, и в 1842 — сельцо Старо-Петрищево. Из этих деревень, с присоединением к ним деревень Остриково и Леонтьевские выселки, образовался приход. Всего прихожан в 1895 году числилось 1030 мужского пола и 1042 женского. Сосуществовавший каменный храм в честь святой Троицы построен вместо бывшего деревянного храма, в честь преподобного Сергия Радонежского. Когда был построен деревянный храм и на какие средства неизвестно. Каменный храм был построен на средства вдовы надворного советника Е.А. Вельяминовой. В трапезной части, храмоздательницей устроены два предельных алтаря: в честь преподобного Сергия Радонежского с правой стороны и святого Дмитрия Ростовского с левой стороны, который в виду маловмещаемости был упразднён в 1876 году. Трапезная церковь была несколько расширена в 1888 году и весь храм украшен стенною живописью на средства помещика И.А. Баташева. Штат церкви состоял из священника и двух псаломщиков. Церковной земли имелось: усадебной - 2 десятины, полевой и сенокосной - 34 десятины.

## Население
| 1859 | 1915 | 2002 | 2010 |
| ---- | ---- | ---- | ---- |
| 377  | ↗485 | ↘39  | ↘26  |